# Pleione pleionoides
Pleione pleionoides là một loài thực vật thuộc họ Orchidaceae. Đây là loài đặc hữu của central Trung Quốc.